# Gnidsex
| Gnidsex |
| --- |
| Gnidsex mellan två kvinnor. - Betydelse – sex där man gnider könsdelar - Funktion – enklare sex, mindre risk för graviditet/smittspridning, förspel, onani - Exempel – tribadism, coitus a mamilla, |

Gnidsex eller gnuggsex är en form av sexuell aktivitet, där deltagarna gnider sina respektive könsdelar mot varandra. Alternativt kan någons könsdelar gnidas mot en annan del av den andra personens kropp. Gnidsex kan utföras med eller utan kläder på.

## Teknik
Denna form av sex/samlag kan varieras på ett antal olika sätt. Det kan genomföras med eller utan kläder eller underkläder på, och antingen den enas eller bådas könsdelar kan gnidas mot varandra eller mot andra kroppsdelar.
Vad gäller kläder, är det viktigt att försöka minska mängden spännen, knappar och blixtlås, vilket kan göra gnidandet farligt eller opraktiskt. Tunnare kläder ger ofta bäst känsla, liksom kläder som ger extra plats för penisbärarens erektion. För mer kontakt med klitoris kan trostyget dras in mellan blygdläpparna.

### Ställningar och kroppsdelar
Liksom vid penetrerande sex kan man använda en mängd olika ställningar, inklusive stående, liggande eller hängande. I tvåsamt sex kan missionärsställningen, ridande eller sex i sidoläge (med benen mellan den andras ben).
Exempelvis kan man gnida könet eller analöppningen mot rumpa, lår, höfter, blygdben, mage eller axel. Två slidbärare kan gnida sina blygdläppar eller klitoris mot den andras motsvarigheter. Och penis kan gnidas mot klitoris eller anus. Om de båda deltagarna ligger på varandra, kan blygdläppar och klitoris gnidas mot skaftet på penis. Även coitus a mamilla är en sorts gnidsex. Liksom vid penetrativt sex eller oralsex kan man kombinera med att använda händer och fingrar, alternativt olika typer av sexleksaker.

### Funktion
Gnidsex innebär ofta mindre direkt stimulans av känsliga könsdelar (klitorisollon och penisollon), vilket kan vara önskvärt om penisbäraren har problem med förtidig utlösning. Möjligheten till orgasm är ofta mindre men långtifrån försumbar. Gnidsex kan även vara del av ett sexuellt förspel.

### Vid onani
Gnidsex kan även användas i samband med onani. Då handlar det om att hitta något att gnida emot som inte har vassa kanter och som är tillräckligt mjukt men ändå ger nog med motstånd för att stimulera nervändarna i könsorganen. Kuddar, kramdjur eller stoppade möbler kan ofta fungera.
Vid onani med stoppade möbler kan armstödet på en soffa eller fåtölj ge tillräcklig stimulans (åtminstone för en vaginabärare). Även madrasser kan grenslas från sidan alternativt nyttjas till att tränga in emellan (för penisbärare).

## Utbredning
Gnid- eller smeksex är vanliga inslag i den sexuella repertoaren, inte minst bland ungdomar och sexualdebutanter. En svensk undersökning 2011 bland tonåringar visade att 86 procent av flickorna och 85 av pojkarna vid sin sexdebut hade smek- och gnidsex. Nästan lika vanligt vid sexdebuten var vaginal penetration, medan oral- eller analsex var mer ovanligt. Enligt en sexualupplysare på RFSU kan detta vara tecken på att synen på penetration som "det enda som gäller" kan vara på väg att förändras.

## Risker
Gnidsex innebär mindre risk för överföring av en könssjukdom, jämför med andra typer av sex/samlag. Det krävs då att lubrikation eller sperma överförs genom gnidandet, eller att de bådas slemhinnor kommer i kontakt med varandra.
Så länge man undviker att sperman når in i slidan, är risken för graviditet mycket liten vid gnidsex. Om man har kläder på sig är det i princip omöjligt att bli gravid.

## Olika ord
Gnidsex eller gnuggsex är de båda grundorden för denna huvudtyp av sex mellan två personer. Med kläder på sig kan man kalla aktiviteten för torrsex (engelska: dry humping; jämför torrsim). När två kvinnor lägger benen om varandra, och därefter gnider könen mot varandra, brukar det kallas att saxa.

## Galleri

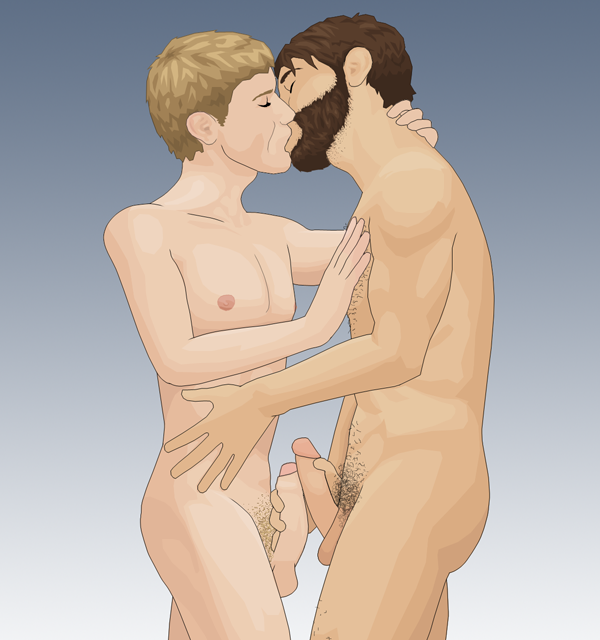
Två män som idkar gnidsex.
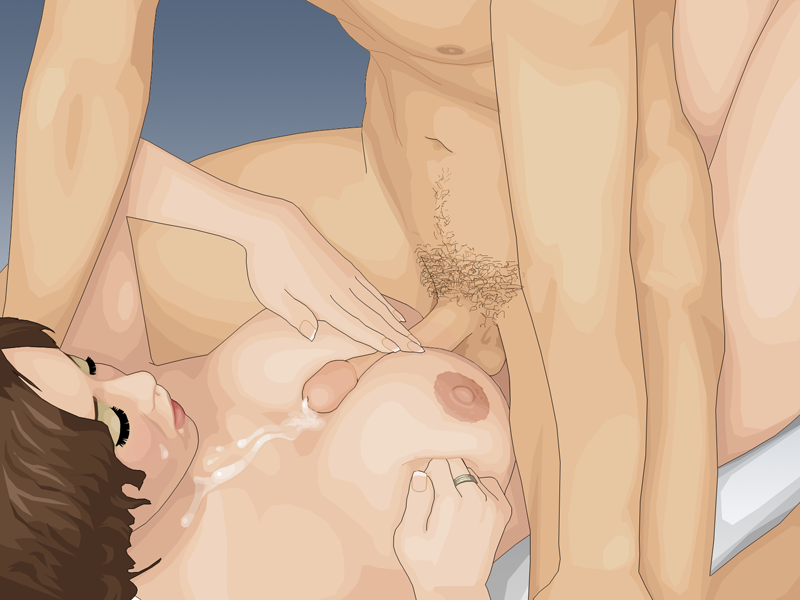
Coitus a mamilla mellan man och kvinna.
Gnidning av penis mellan rumpskinkor.